# Diehliomyces microsporus
Diehliomyces microsporus — вид грибів, що належить до монотипового роду  Diehliomyces.